# Krausova vila

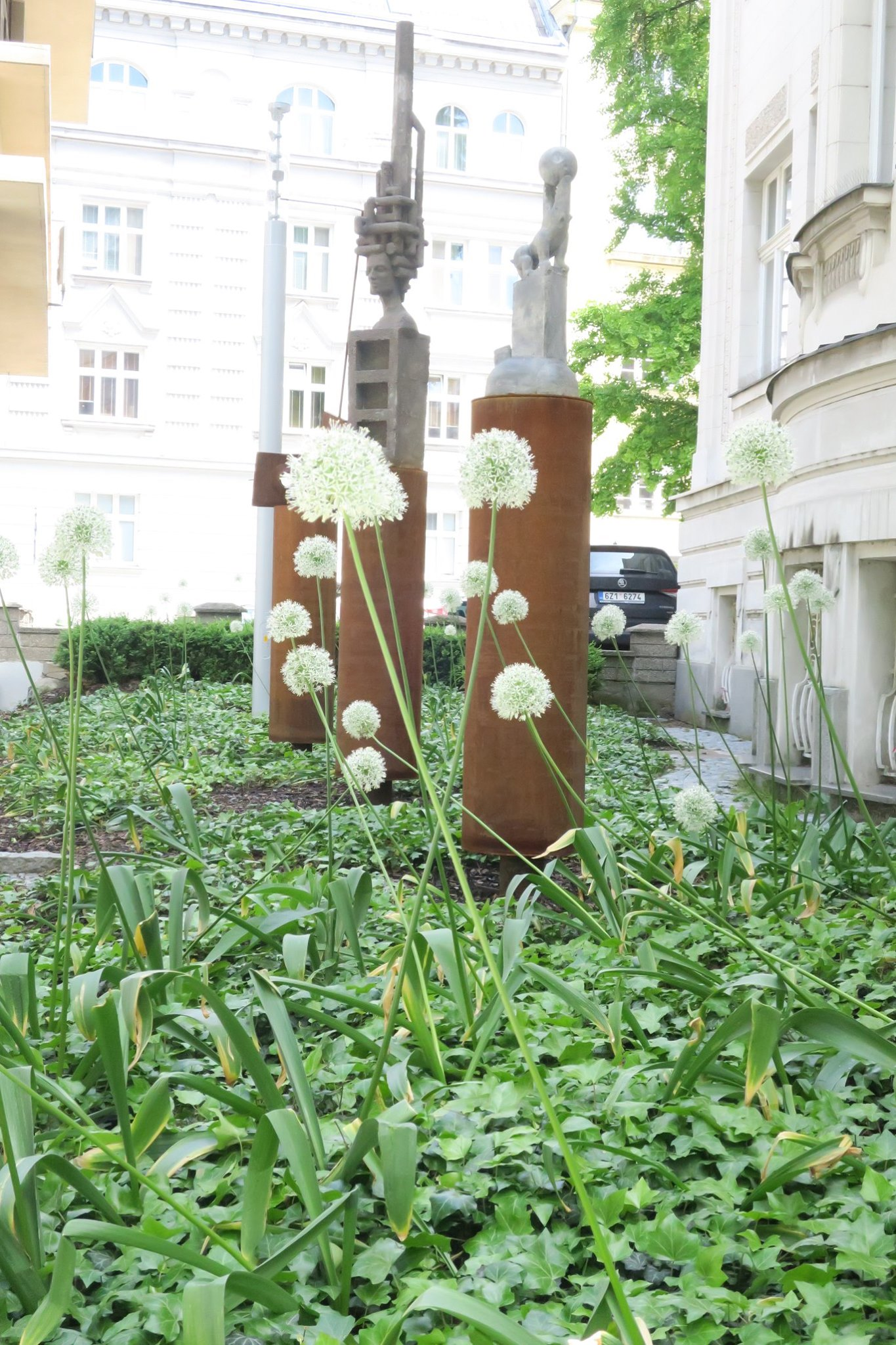
Odpočinkové místo u vily dr. Karla Krause

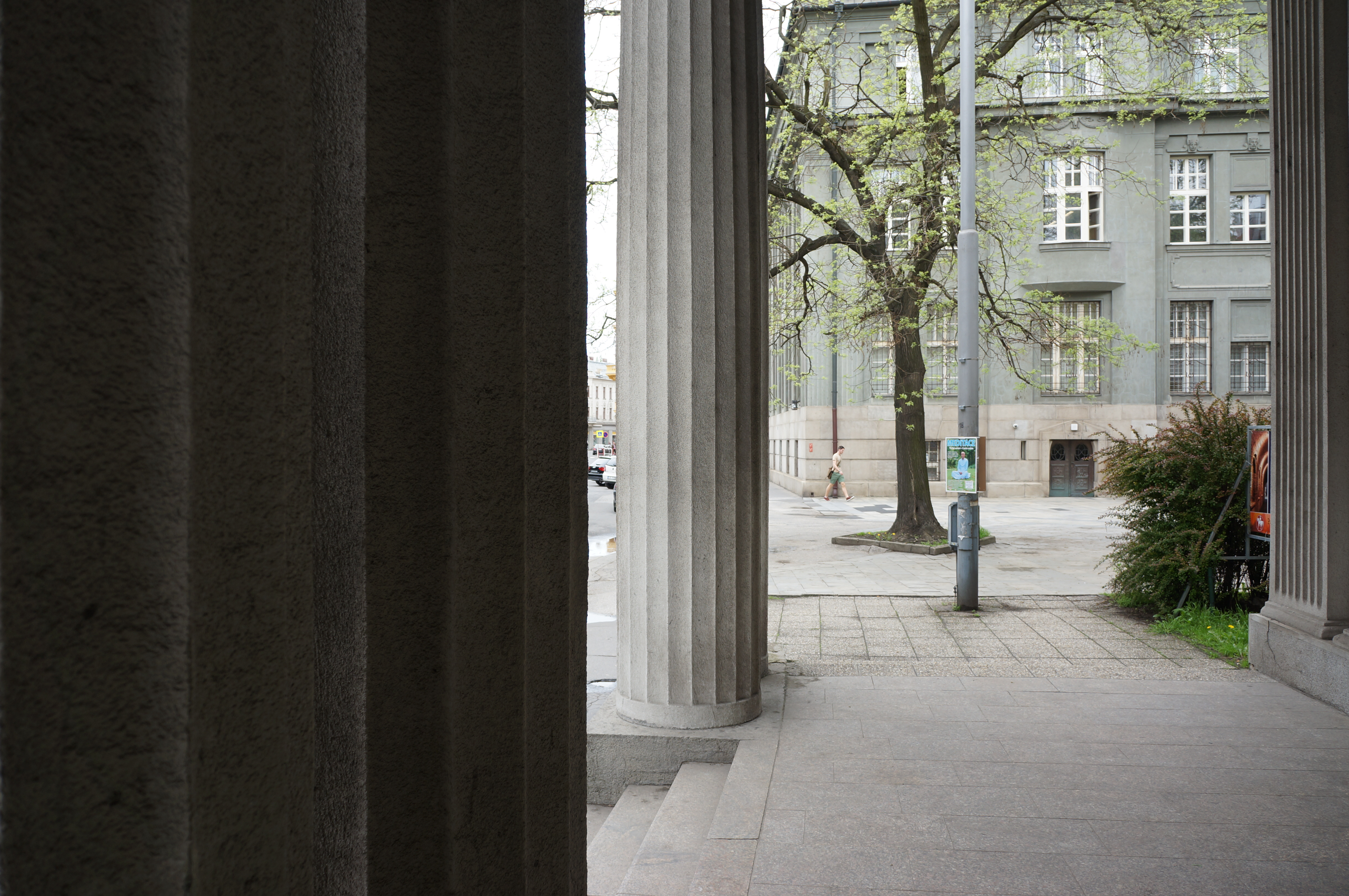
Kolonáda u vily dr. Karla Krause

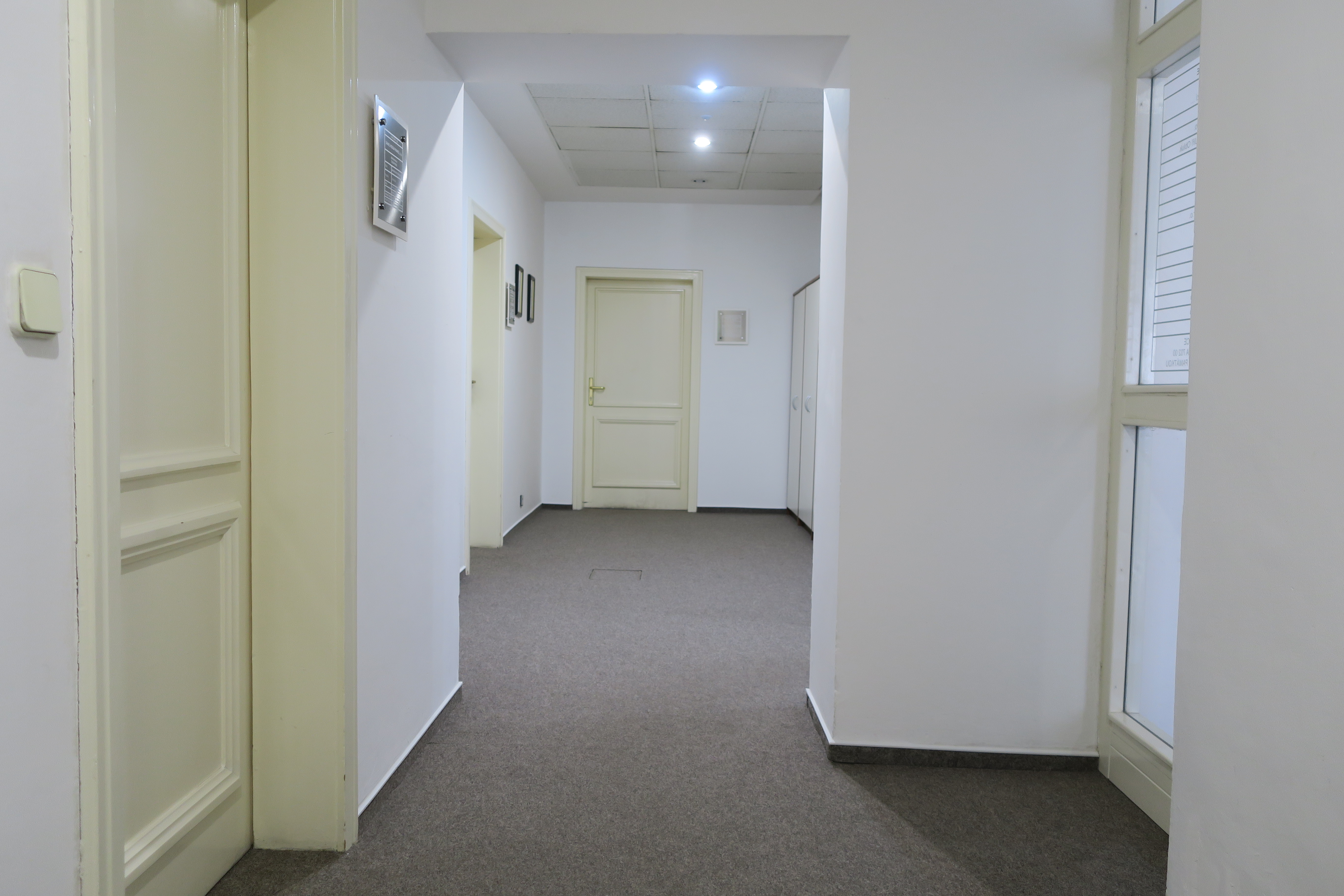
Interiér Chodby vily dr. Karla Krause

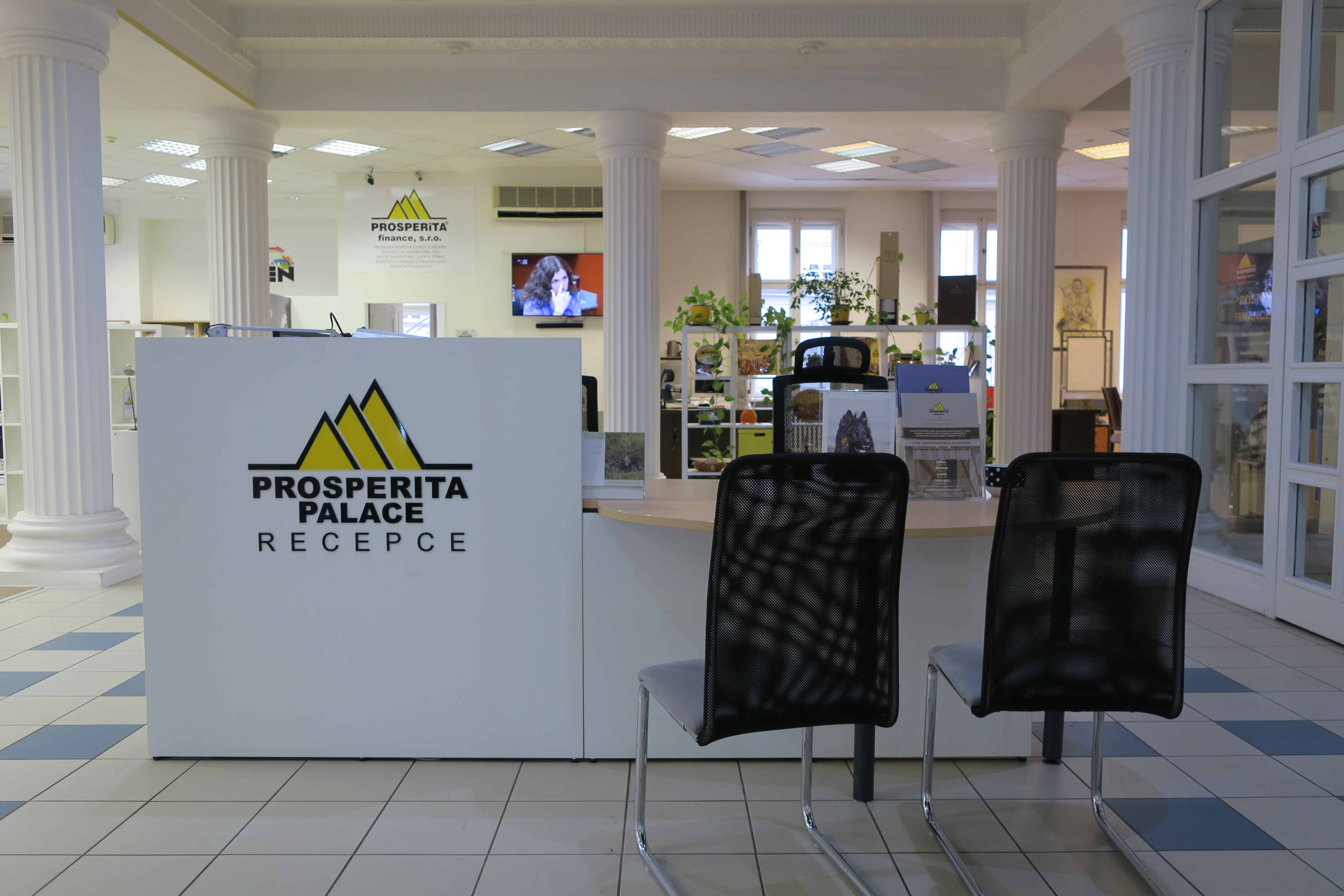
Foyer budovy vily dr. Karla Krause

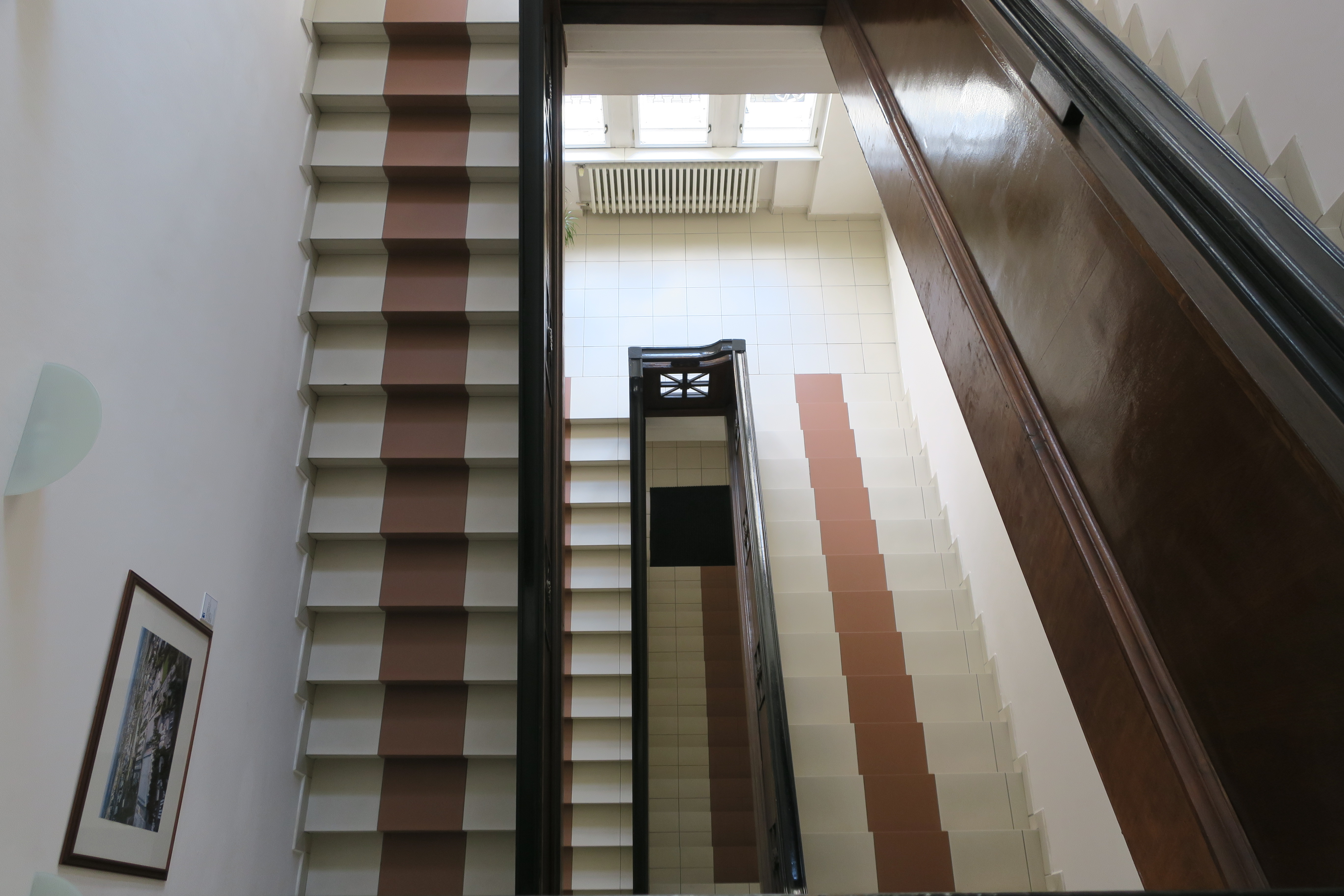
Schodiště, pohled, vily dr. Karla Krause

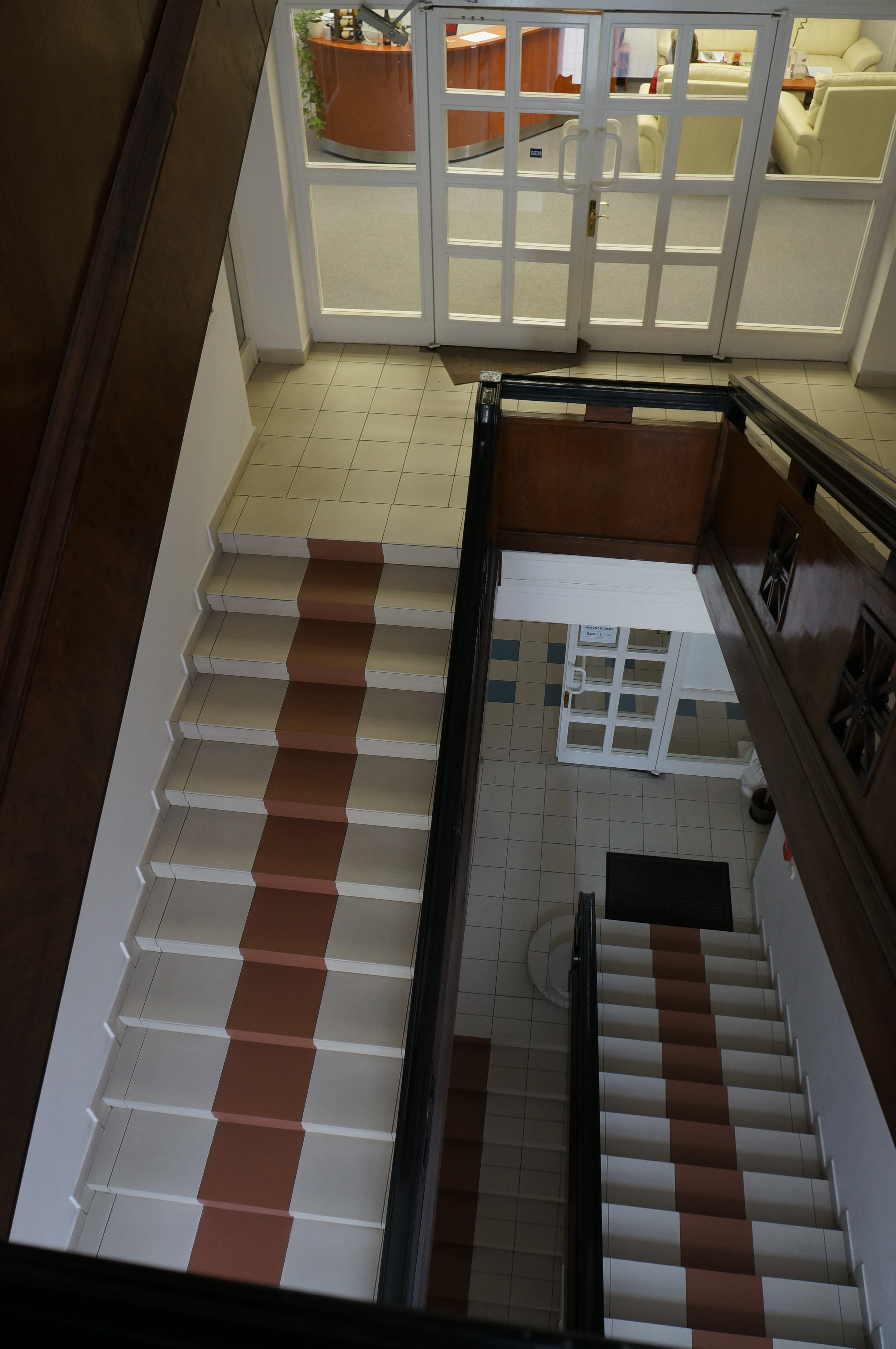
Schodiště, pohled č. 2, vily dr. Karla Krause

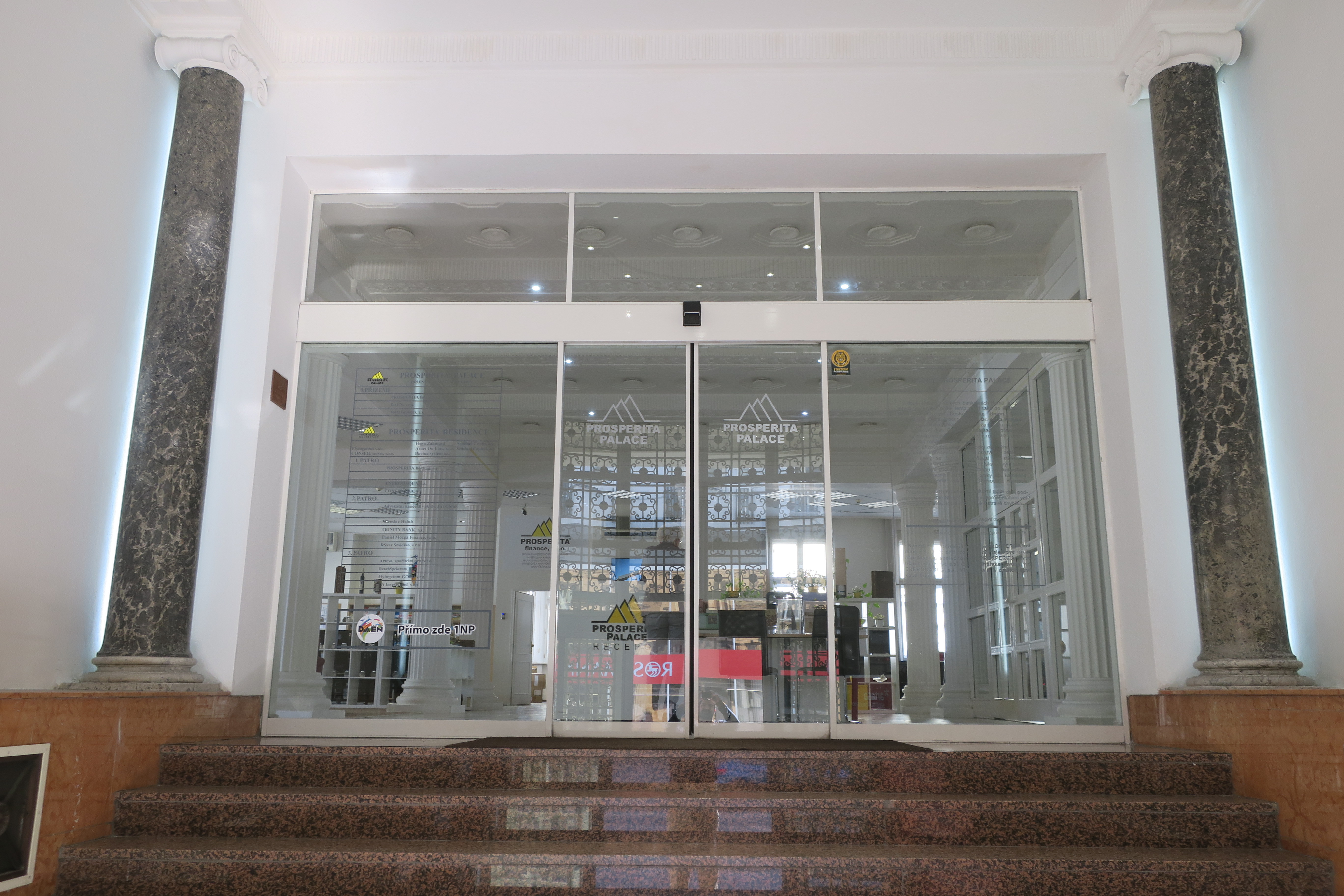
Vchod do foyer vily dr. Karla Krause

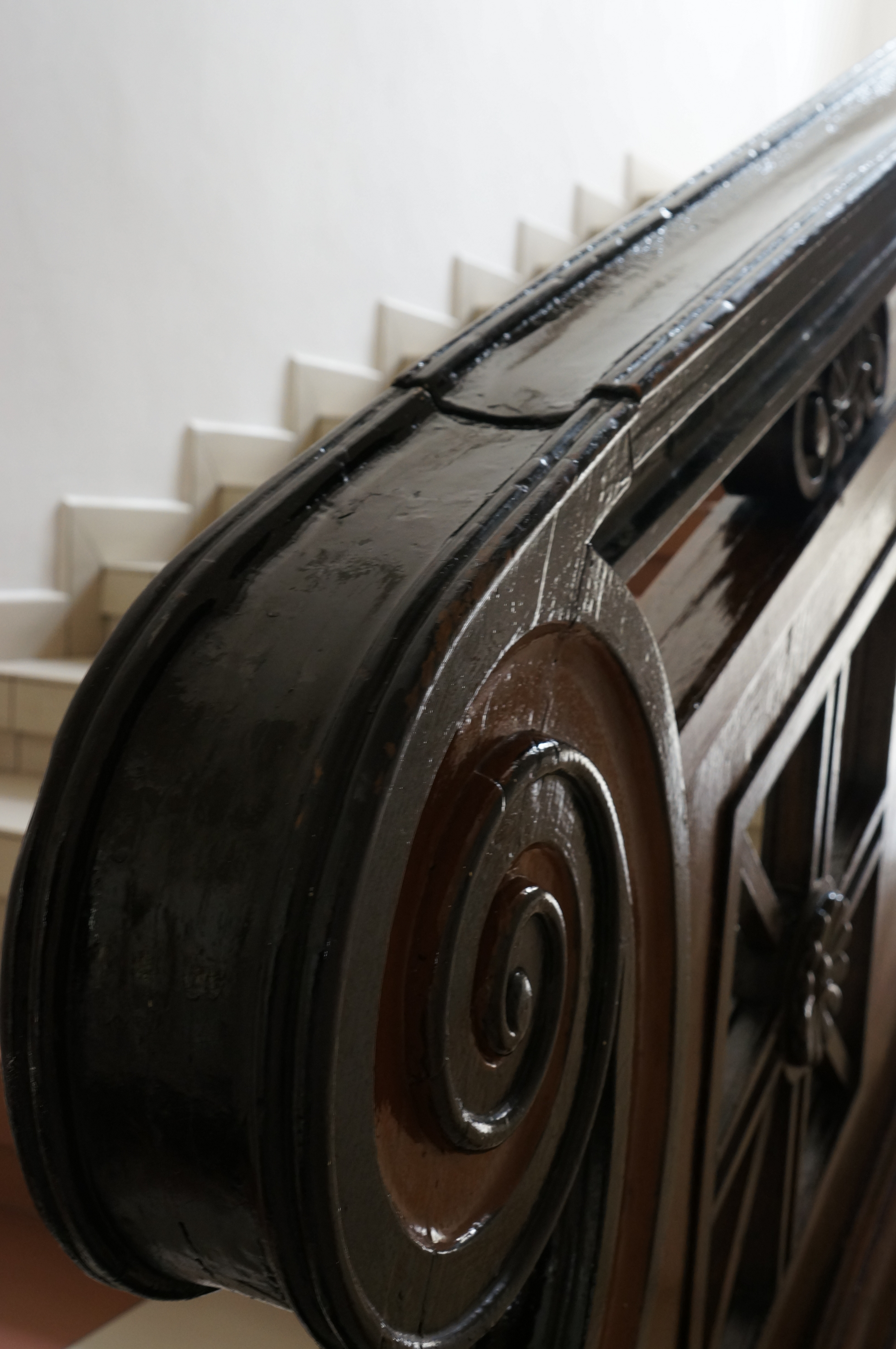
Historické zábradlí hlavního schodiště vily dr. Karla Krause

Vila dr. Karla Krause, také místně Krausova vila, je čtyřpatrová stavba, resp. vila s čtyřmi nadpodlažími a jedním podpodlažím nacházející se v Moravské Ostravě, na Nádražní ulici číslo 10.

## Architektura
První informace o budově jsou z roku 1859. Vila byla přestavěna v letech 1910–1911 pro právníka dr. Karla Krause (1866–1919), který patřil k předním představitelům německé obce v Moravské Ostravě. Karl Kraus byl syn Josefa Krause stavitele a majitel mnoha nemovitostí v Ostravě. Řadil se k mecenášům, kteří na přelomu 19. a 20. století ovlivnili architekturu města. V místech dělnické kolonie na Ostrauer Straße (pojmenování v roce 1893) postavil 21 obytných domů.

### Interiér
Interiér byl přestavěn v duchu okázalého neoklasicismu, který se tehdy uplatňoval ve středním Německu, aby vyhovoval nové funkci. Vstupní schodiště s mramorovými ionskými sloupy, bylo obloženo mramorem. Strop vestibulu byl členěn štukovým kazetovým stropem. Vnitřní schodiště bylo dřevěné s vyřezávaným zábradlím a obloženo dřevem.

### Exteriér
Samotnou vilu postavila podle plánů z října 1910 firma stavitelů Hans Ulricha a Aloise Schöna. Vstup do vily byl orientován jihozápadně. Vila byla obklopena rozsáhlou zahradou. Patřila k nejvýstavnějším ostravským sídlům. Vnitřní uspořádání odpovídalo zvyklostem z konce 19. století. Na každém podlaží se rozkládal samostatný byt se středovou halou a pokoji rozmístěnými po obvodu. Široké reprezentační schodiště bylo přisazeno k hale a otevřeno do bočního průčelí.
Pozdně secesní vila s mansardovou střechou byla po smrti Karla Krause v srpnu 1919 prodána bankovnímu domu České bance Union. Přestavbou a vypracováním projektu byl pověřen uherskobrodský rodák Ernst Korner (1888–1966), absolvent vídeňské Techniky (1906–1911). V roce 1920 se přestěhoval do Moravské Ostravy.
K vile bylo přistavěno další patro a střecha bez obytného podkroví. Vznikla tak dvoupatrová osmiosá budova. Konstrukce střechy byla zvolena jako mansardová s vikýři s plochou střechou. Mansarda byla ukončena valbou s plochami o nízkém sklonu. Na hřebenech valeb byly umístěny ozdobné prvky tzv. makovice. Střecha byla pokrytá eternitem, v šupinovém krytí. Později (mezi lety 1945 a 1974) byly tyto vikýře přestavěny na valbové vikýře se svislým fasádním oknem. Jeden vikýř byl směrem do ulice a dva na bočních mansardách. Vikýře stejné velikosti byly umístěny na střed střešní plochy. Vikýř, který je orientován na nynější Tyršovu ulici, konstrukčně menší byl umístěn asymetricky blíže k nároží.
Vila byla směrem do ulice byla rozšířena o monumentální portikus s pětiosou symetrickou kompozicí. Tím byla symbolicky začleněna do vznikající zástavby bankovních domů na Nádražní ulici. Portika s hlavním vchodem měla podobu jednoosých postranních rizalitů a střední trojosá část sloužila k hlavnímu vstupu. Nalevo se nacházel prodejní prostor, který byl pronajat reklamním a inzertním kancelářím PIRAS a SAMOSTATNOST. Napravo pak vstupní portál spojující ulici se zahradou. Hlavní motiv přístavby tvořilo osm dvojic dorských sloupů, uvozující jednotlivé osy, na atice bylo umístěno figurální sousoší od ostravského sochaře Augustina Handzela a ve po čtyřech ve dvojicích sdružené dekorativní vázy. Sousoší tvořily čtyři alegorie, dvě mužské a dvě ženské postavy, při pohledu zleva: Štěstí rodiny, Obchod (bůh Merkur), Hojnost a Průmysl. Po bocích sousoší byly umístěny sdružené vázy, jeden pár vlevo a jeden pár vpravo. Fasáda byla hladce omítnuta. Budova dostala ráz, který byl inspirován barokem a klasicismem.
Po 2. světové válce bylo zbouráno levé křídlo portikusu. Před rokem 1974 bylo druhé patro částečně přestavěno v důsledku požáru.

## Historie
Vila dekádu sloužila k bydlení, po válce se funkce změnila na komerční. Od roku 1920 sloužila České bance Union. V roce 1945, kdy byla Česká banka Union zestátněna jako německý bankovní ústav, zde bylo Muzeum revolučních bojů a budování socialismu. To v roce 1990 zaniklo. Archivní fond převzala knihovna Slezského zemského muzea v Opavě.
Budova byla památkově chráněna od 3. května 1958. Koncem roku 1975 byla zapsána na seznam památkově chráněných budov. V současnosti je kulturní památkou, rejstříkové číslo v Ústředním seznamu kulturních památek ČR je: 24141/8-2384.
V roce 2010, u příležitosti 100. výročí postavení vily, byly provedeny záchranné práce na sousoší a vázách. Restaurováním byli pověřeni MgA. Jakub Gajda Ph.D. a Roman Winkler. Celkové náklady byly více než 900 tisíc Kč, z toho čtvrtinu uhradilo město. Práce skončily v červenci 2010 finálním voděodolným nátěrem.

## Současnost
Vlastníkem budovy je od roku 2009 společnost PROSPERITA holding, která ji koupila od Československé obchodní banky, a. s. Vila dostala nový název PROSPERITA PALACE.
Výměra pozemku, na kterém budova stojí je 547 m2 (zastavěná plocha a nádvoří) a ostatní plocha pak 278m2.). Plocha před vilou patří Statutárnímu městu Ostrava.
Společnost v této budově poskytuje pronájem kanceláři, vč. virtuálních sídel, pronájem bezpečnostní schránky, služby velkoobjemové bezpečnostní úschovy a specializované komerční spisovny.
Levé křídlo portikusu je v současné době součást tzv. piazzety „Nádražní". Pravé křídlo portikusu, kde byl portál spojující ulici a zahradu, je současné době komerční prostor (trafika).